# Cyanophrys
Cyanophrys is een geslacht van vlinders uit de familie van de kleine pages, vuurvlinders en blauwtjes (Lycaenidae).

## Soorten
- Cyanophrys acaste (Prittwitz, 1865)
- Cyanophrys agricolor (Butler & Druce, 1872)
- Cyanophrys amyntor (Cramer, 1779)
- Cyanophrys argentinensis (Clench, 1946)
- Cyanophrys banosensis (Clench, 1944)
- Cyanophrys bertha (Jones, 1912)
- Cyanophrys crethona (Hewitson, 1874)
- Cyanophrys fusius (Godman & Salvin, 1887)
- Cyanophrys goodsoni (Clemch, 1946)
- Cyanophrys herodotus (Fabricius, 1793)
- Cyanophrys longula (Hewitson, 1868)
- Cyanophrys miserabilis (Clench, 1946)
- Cyanophrys pseudolongula (Clench, 1945)
- Cyanophrys remus (Hewitson, 1868)
- Cyanophrys roraimiensis Johnson & Smith, 1993
- Cyanophrys velezi Johnson & Kruse, 1997